# Pfarrkirche St. Ulrich bei Feldkirchen

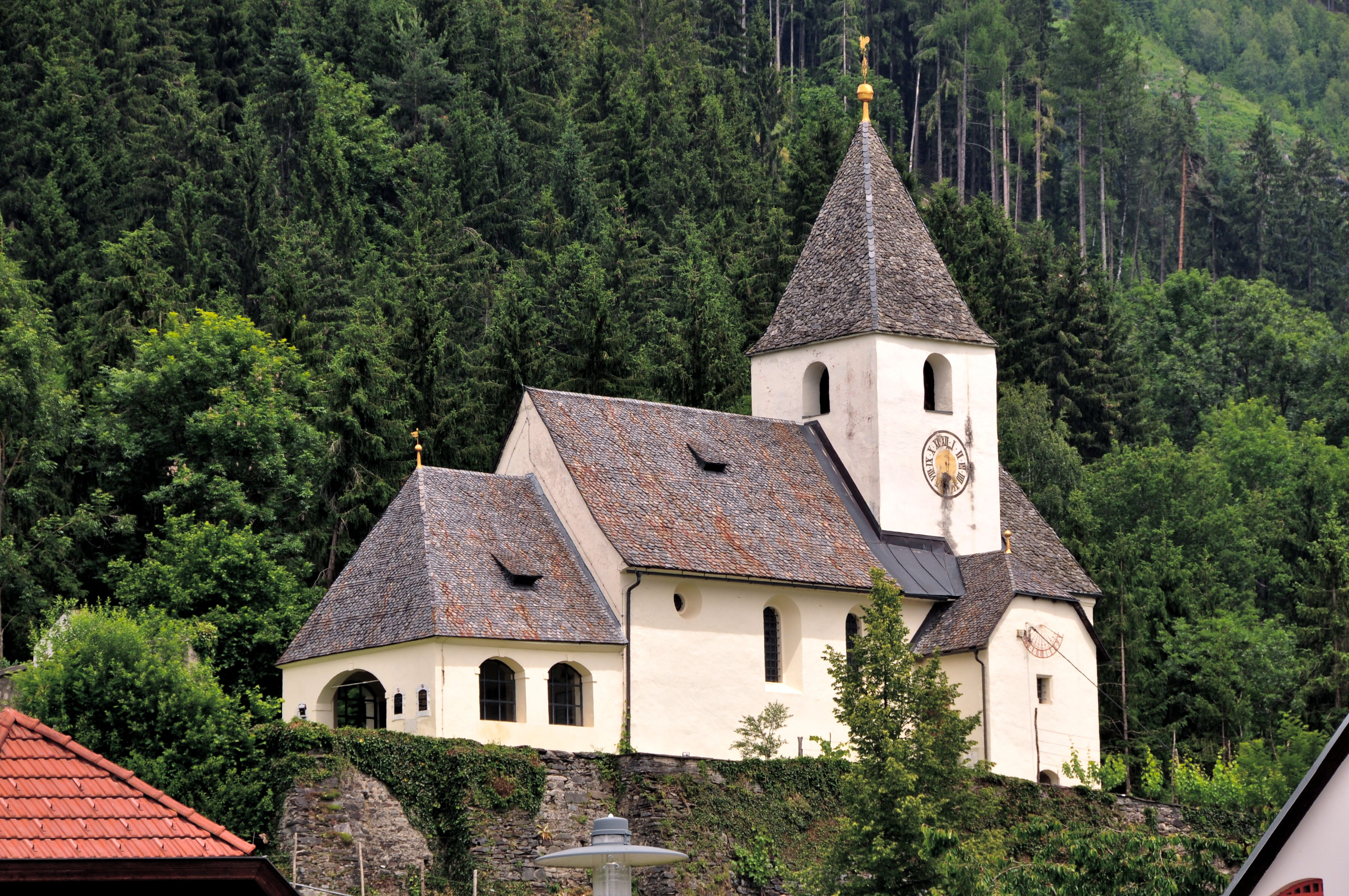
Pfarrkirche St. Ulrich

Die römisch-katholische Pfarrkirche St. Ulrich bei Feldkirchen in der Gemeinde Feldkirchen steht auf einem inmitten des Dorfes aufragenden Felshügel. Sie ist von einer in ihrer Höhe stark reduzierten, ehemaligen Wehrmauer umgeben.
Eine 1144 genannte Kirche „St. Odelrici“ bezieht sich vermutlich auf St. Ulrich. 1207 war St. Ulrich wohl schon Pfarre. Obwohl die Kirche zur Zeit der Türkeneinfälle zur Wehrkirche ausgebaut worden ist, wurde sie 1481 von den Ungarn besetzt.

## Baubeschreibung

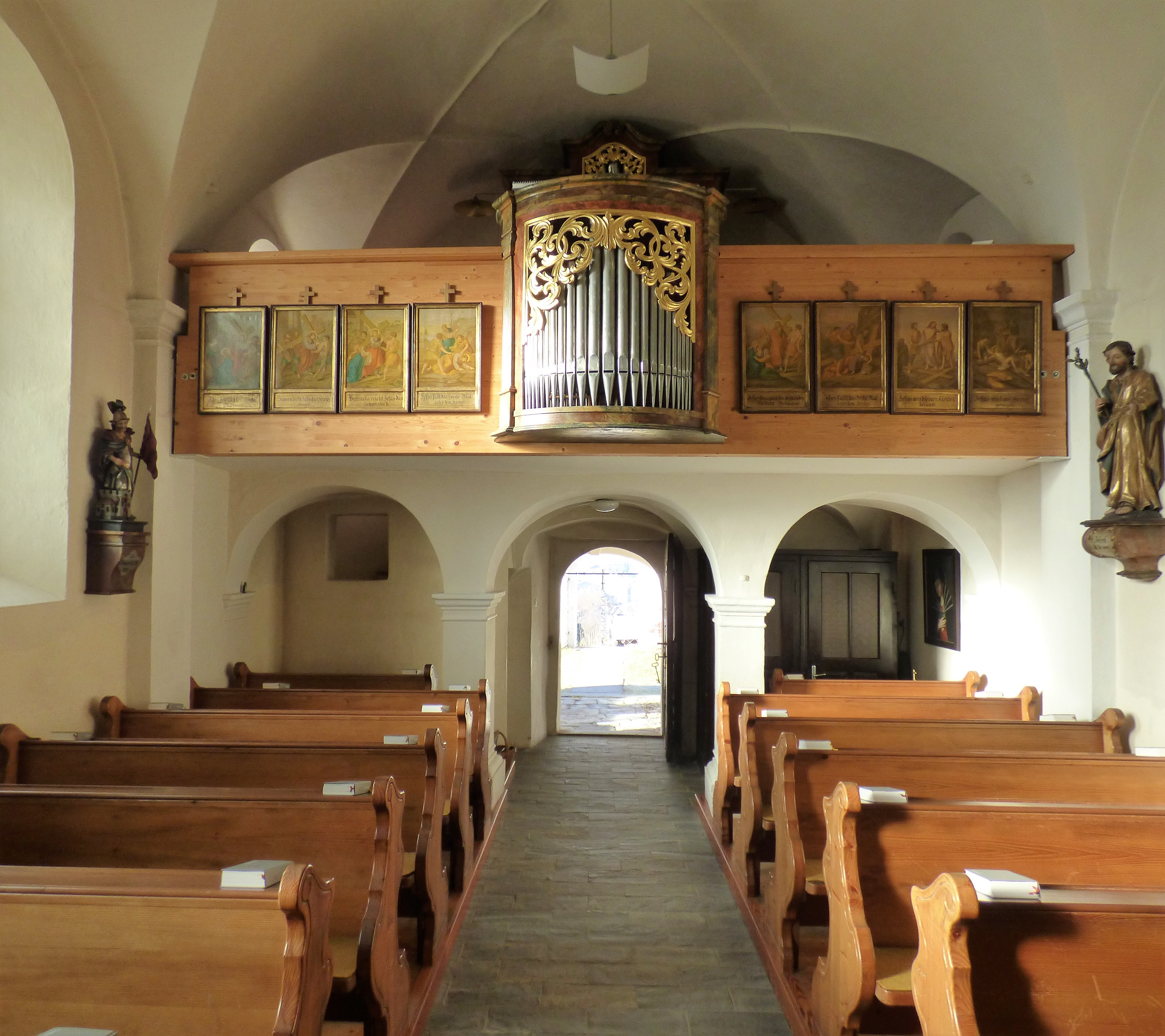
Empore, Orgel

Das Gotteshaus ist eine ehemalige romanische Chorturmkirche, die in der Gotik und im Barock baulich verändert wurde. Der dreigeschoßige, romanische Turm mit einer 1648 von David Polster gegossenen Glocke, rundbogigen Schallöffnungen und einem Pyramidendach hat dieselbe Breite wie der gotische Chor. An das breitere Langhaus ist im Süden eine gotische Sakristei mit abgefasten Fenstern angebaut. Unter der Sakristei befindet sich eine Beinkammer. Die offene, gemauerte Vorhalle schützt das westliche Rundbogenportal. Alle Dächer der Kirche sind mit Steinplattln gedeckt.
Im Inneren des dreijochigen Langhauses erhebt sich ein Kreuzgratgewölbe des 17. Jahrhunderts über Pilastern. Die dreiachsige Westempore ruht auf einem Kreuzgratgewölbe und quadratischen Pfeilern mit Kapitellen und Basen aus dem 17. Jahrhundert. Ein abgefaster Triumphbogen verbindet das Langhaus und den Chor mit Fünfachtelschluss. Das Rippengewölbe des Chores mit einem Schlussstein entstand in der ersten Hälfte des 15. Jahrhunderts. Vom Turmquadrat führt ein gotisches, abgefastes Portal mit einer eisenbeschlagenen Tür in die Sakristei aus der ersten Hälfte des 15. Jahrhunderts. Über der Sakristeitür ist der Rest eines romanischen Rundfensters erkennbar. Die zwei östlichen Fenster im Chor stammen aus der Gotik, die nördlichen und südlichen sowie die Fenster im Langhaus wurden im 17. Jahrhundert verändert.

## Wandmalereien

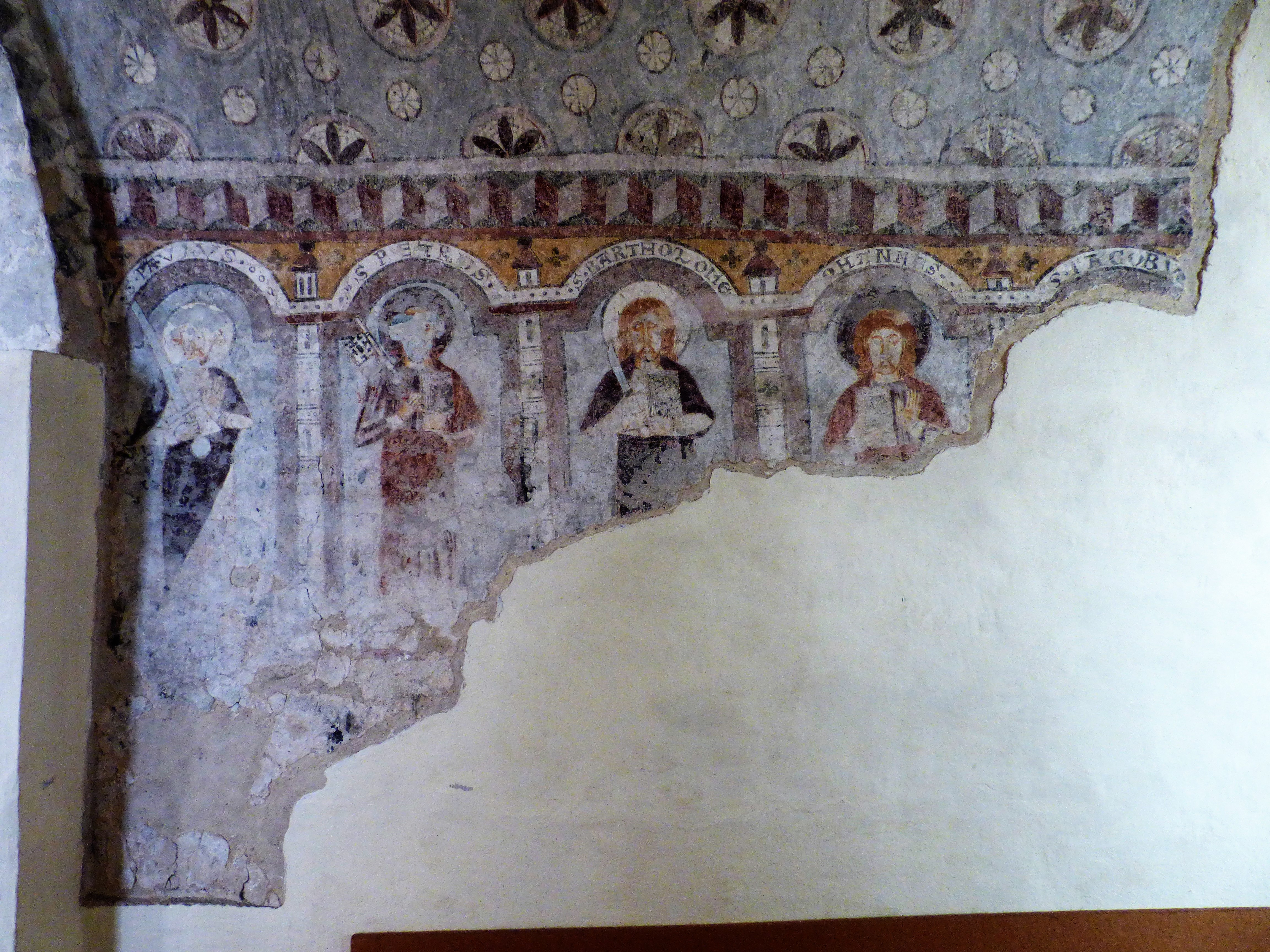
Aposteldarstellungen im Turmerdegeschoß

Die um 1500 entstandenen Fresken an der Chornordseite wurden 1951 freigelegt. Das gemalte Sakramentshäuschen, das Quellwunder des Moses und die Mannalese sind durch einen Fensterausbruch fragmentiert. Weiters sind eine gemalte Konsole mit einer männlichen Halbfigur und ein Inschriftenband mit der Aufschrift „Sanctus Sanctus Dominus“ zu sehen. Die Ende des 13. Jahrhunderts entstandenen Fresken im Turmerdgeschoß wurden 1987/88 freigelegt. Die Aposteldarstellungen mit Namensinschriften sind fragmentiert. Im Gewölbe des ehemaligen Chorturmquadrats befindet sich ein Sternenhimmel sowie große und kleine kreisförmig gerahmte Rosettenmotive. Die Reste von floraler und Groteskenmalerei in der östlichen Triumphbogenleibung entstanden um 1600.

## Einrichtung

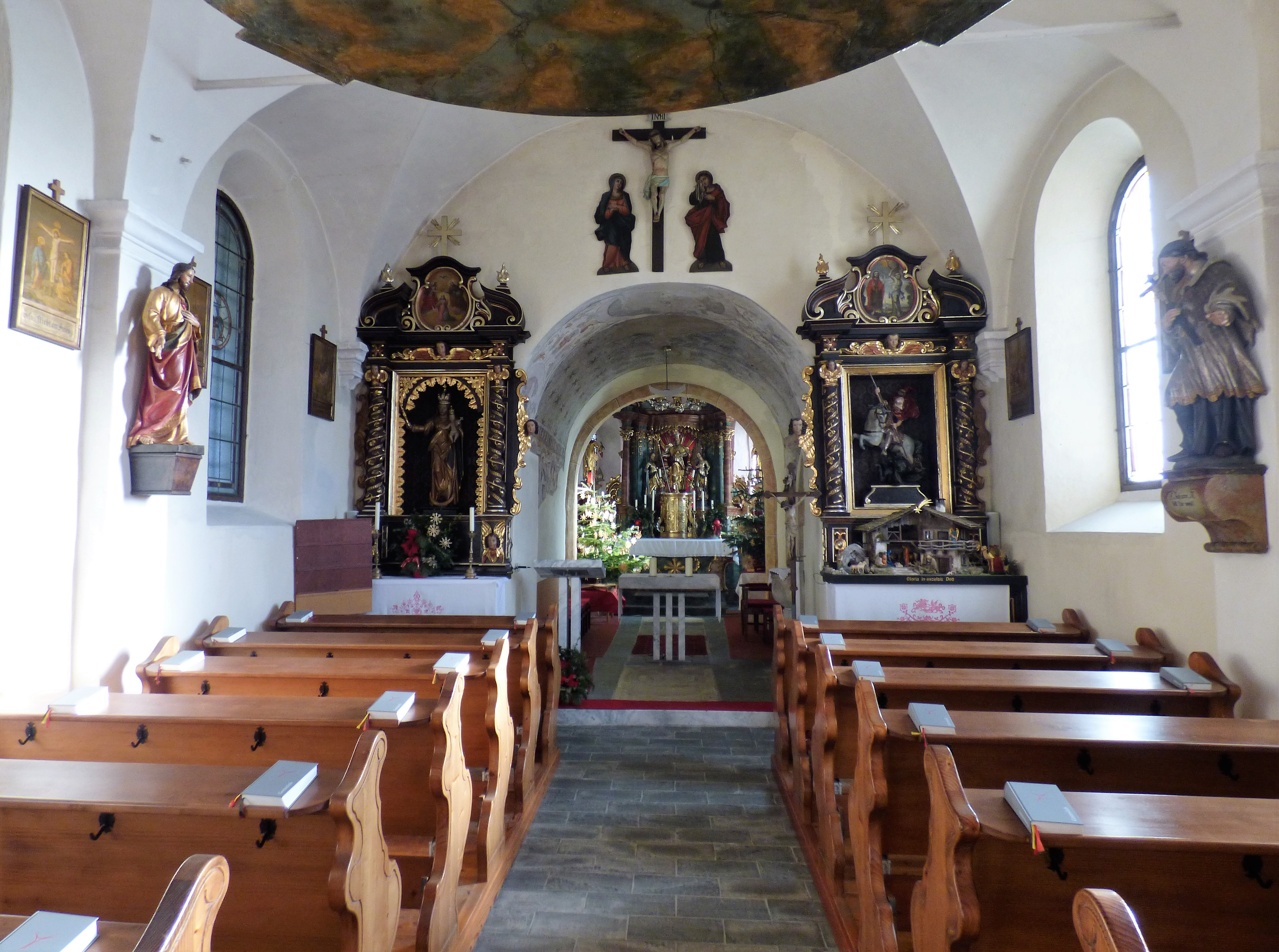
Inneres der Pfarrkirche

Der Hochaltar aus der Mitte oder dem dritten Viertel des 18. Jahrhunderts füllt den Chor in ganzer Höhe und Breite aus. Die Mittefigur des heiligen Ulrich wird von den Statuen zweier Märtyrer flankiert. Über den Opfergangsportalen stehen die Figuren des heiligen Benedikt und wohl einer Benediktinerheiligen.
Der linke Seitenaltar ist ein um 1670 gefertigter Schreinaltar mit gedrehten Weinrankensäulen und Engelsköpfen. Der Schrein birgt eine Mondsichelmadonna. Im Aufsatzbild ist die Marienkrönung dargestellt.
Der um 1670 errichtete, rechte Seitenaltar gleicht im Aufbau dem linken und trägt in der Nische eine Skulptur des heiligen Georg zu Pferde. Das Oberbild stellt die Heiligen Johannes der Täufer und Sebastian dar.
Über dem Triumphbogen ist eine Kreuzigungsgruppe mit auf ausgeschnittenen Brettern gemalten Assistenzfiguren der heiligen Maria und Johannes von Ende des 18. Jahrhunderts angebracht.
Zur weiteren Ausstattung der Kirche zählen die Konsolfiguren der Heiligen Josef, Florian und Johannes Nepomuk aus dem 18. Jahrhundert.